# هيرب هينسون
هيرب هينسون (بالإنجليزية: Herb Henson)‏ هو موسيقي أمريكي، ولد في 17 مايو 1925، وتوفي في 26 نوفمبر 1963.

## وصلات خارجية
- هيرب هينسون على موقع ميوزك برينز (الإنجليزية)
- هيرب هينسون على موقع ميوزك برينز (الإنجليزية)
- هيرب هينسون على موقع ميوزك برينز (الإنجليزية)
- هيرب هينسون على موقع أول ميوزيك (الإنجليزية)
- هيرب هينسون على موقع ديسكوغز (الإنجليزية)